# Дудкин, Николай Афанасьевич
Николай Афанасьевич Дудкин (5 июля 1947, Минск, Белорусская ССР, СССР) — советский легкоатлет, выступавший в тройном прыжке. Двукратный чемпион Европы 1968 и 1969 годов. Участвовал в летних Олимпийских играх 1968 года.

## Биография
Николай Дудкин родился 5 июля 1947 года в Минске.
Выступал в тройном прыжке. Чемпион СССР 1967 года, двукратный бронзовый призёр (1969, 1971).
В 1968 году завоевал золотую медаль на Европейских легкоатлетических играх в помещении, которые проходили в Мадриде. Дудкин показал результат 16,71 метра и опередил на 2 сантиметра будущего трёхкратного олимпийского чемпиона Виктора Санеева.
В том же году вошёл в состав сборной СССР на летних Олимпийских играх в Мехико. В квалификации тройного прыжка показал результат 16,15 метра и вышел в финал. В финале прыгнул на 17,09 метра и занял 5-е место, уступив установившим мировые рекорды во время соревнований Санееву (17,39), Нелсону Пруденсио из Бразилии (17,27), Джузеппе Джентиле из Италии (17,22), а также Арту Уокеру из США (17,12).
В 1969 году вновь стал победителем Европейских легкоатлетических игр в помещении, которые проходили в Белграде, с результатом 16,73 метра.
В 1970 году стал серебряным призёром летней Универсиады в Торино (17,00), уступив Санееву, установившему рекорд соревнований (17,22).
Дважды участвовал в чемпионатах Европы. В 1966 году в Будапеште занял 16-е место (15,46), в 1969 году в Афинах — 5-е место (16,46). На чемпионатах Европы в помещении в 1970 году в Вене занял 9-е место (15,99), в 1973 году в Роттердаме — 6-е (16,09).

## Личные рекорды
- Тройной прыжок — 17,01 (26 июля 1970, Москва)[3]
- Тройной прыжок (в помещении) — 16,86 (27 февраля 1969, Москва)[3]